# Hampelmann

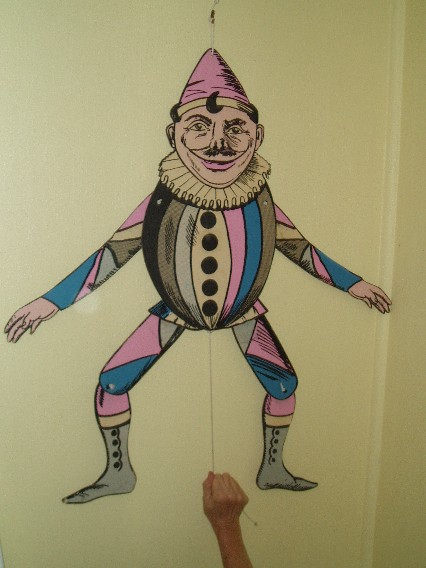
Ein Hampelmann

Der Hampelmann ist ein Kinderspielzeug, eine Gliederpuppe meist aus Holz oder Pappe mit beweglichen Armen und Beinen, die durch das Ziehen von Schnüren bewegt werden können.

## Geschichte
Der Ausdruck „Hampelmann“ für das bekannte Kinderspielzeug wird im Grimmschen Wörterbuch mit Textbeispielen schon ab dem 16. Jahrhundert belegt. Um 1750 wurden Hampelmänner vorübergehend zu einem Zeitvertreib für Erwachsene, dessen Lächerlichkeit die Enzyklopädisten anprangerten. Weiteste Verbreitung fanden sie, als französische und deutsche Bilderbogenhersteller (zum Beispiel Gustav Kühn in Neuruppin, ab 1862) gedruckte und kolorierte Ausschneidebögen mit den auf Pappe aufzuklebenden Einzelteilen anboten.
„Hampelmann“ ist auch eine von Carl Malß geschaffene Gestalt des Frankfurter Volkstheaters. In mehreren Lokalpossen in hessischer Mundart beschrieb der Autor darin einen Herrn Hampelmann. In den Jahren 1832 und 1833 wurden auf der Bühne die Stücke Herr Hampelmann oder die Landparthie nach Königstein (Frankfurter Lokal-Skizze in vier Bildern), Herr Hampelmann im Eilwagen (Hampelmanniade in Sechs Bildern) und Herr Hampelmann sucht ein Logis (Lokal-Lustspiel in Fünf Bildern) aufgeführt.

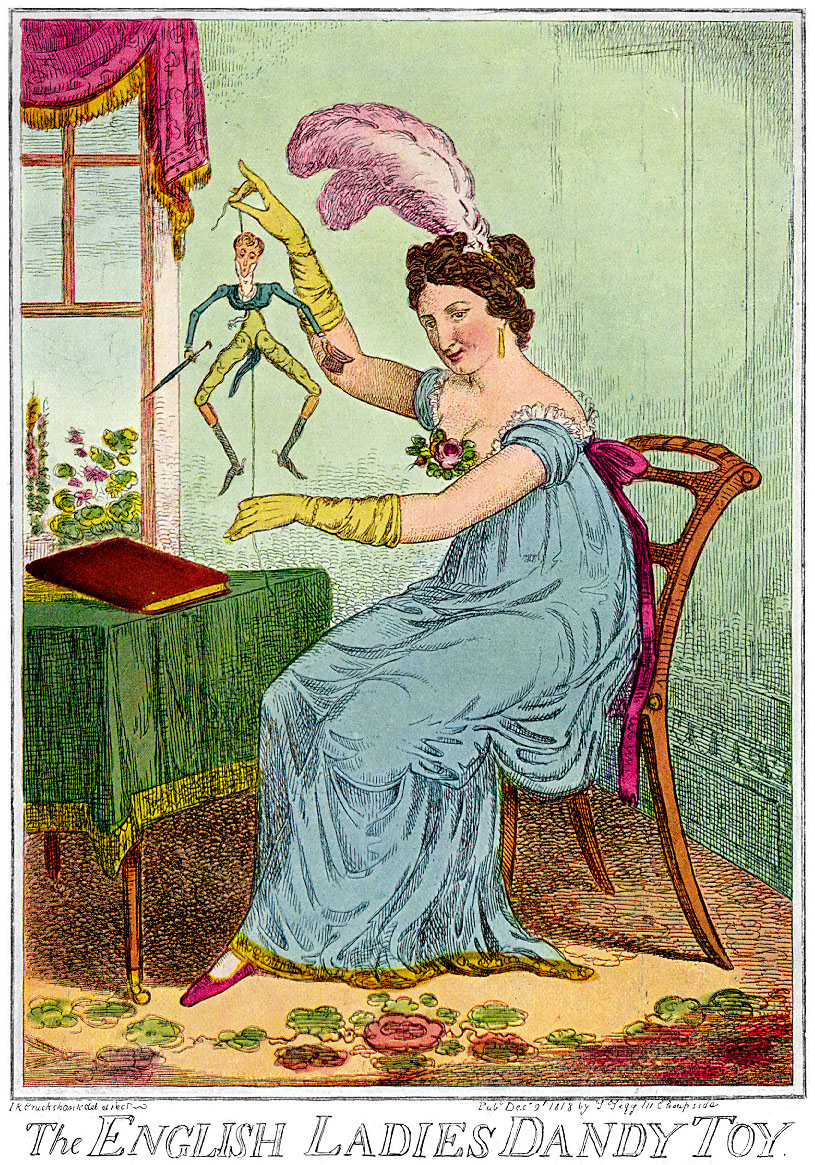
Eine englische Dame mit einer Hampelmannfigur
(hier: prima Spielzeug, 1818)

## Übertragener Sinn
Im übertragenen Sinn wird mit Hampelmann umgangssprachlich und übertrieben ein willensschwacher und von anderen leicht beeinflussbarer Mensch bezeichnet. In der Redewendung „sich zum Hampelmann machen“ wird ausgedrückt, dass jemand sich lächerlich macht, indem er auf die Vorschläge anderer unwidersprochen eingeht. Das Verb hampeln oder herumhampeln oder auch das Schimpfwort Hampelmann für zappelnde Kinder drückt aus, dass sich diese albern oder rasch und ungeschickt bewegen, also Bewegungen wie ein Hampelmann machen.
Diese Wortverwendung wird gern in Karikaturen verwendet. So zeigt eine umfangreiche Karikaturensammlung im Haus der Geschichte in Bonn unter anderem einen deutschen Bundesadler im Frack als Hampelmann.

## Gymnastikübung
Als Hampelmann wird eine rhythmisch-wiederholende Gymnastikübung in aufrechter Körperhaltung bezeichnet. Dabei wechselt der aufrechte Stand durch Springen zwischen geschlossenen und geöffneten Beinen, während die Arme wechselnd hoch- und heruntergenommen werden. Im Englischen heißen Hampelmänner jumping jacks.

## Hampelmann beim Handballspiel

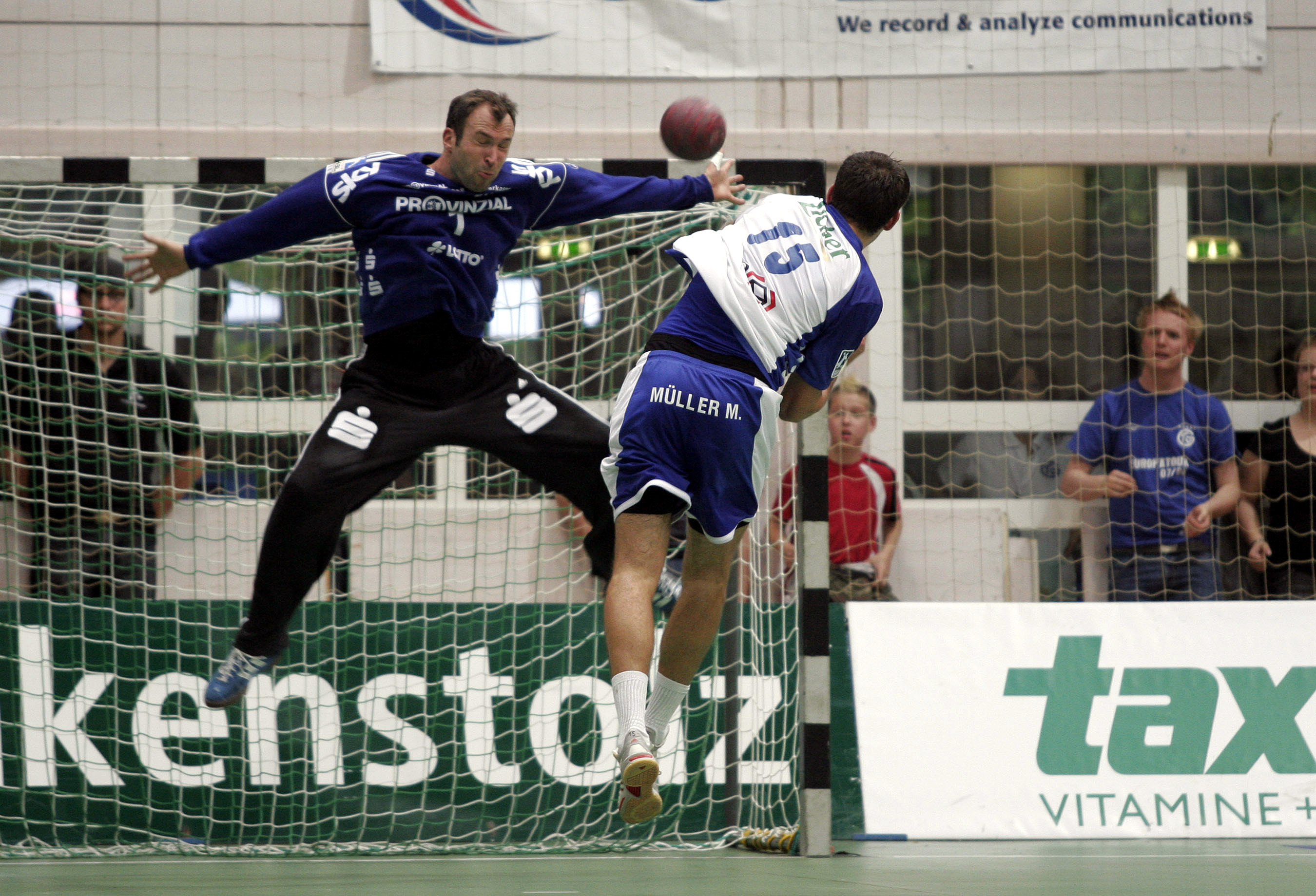
Thierry Omeyer wehrt mit einem Hampelmann erfolgreich den Wurf von Michael Müller ab

Beim Handballspiel wird die Bewegung des Torwartes Hampelmann – oder einen Hampelmann machen – genannt, wenn er versucht, durch Öffnung der Beine und Füße möglichst alle vier Ecken des Handballtores bei einem gegnerischen Wurf abzudecken. Der Hampelmann wird von Handballtorhütern meist bei Eins-gegen-Eins-Situationen wie einem  Siebenmeterwurf oder Tempogegenstoß angewandt.